# سليمان أباد (فاروج)
سليمان أباد (بالفارسية: سلیمان‌آباد) هي مستوطنة تقع في قسم فاروج الريفي في إيران. يقدر عدد سكانها بـ 79 نسمة بحسب إحصاء 2016.